# 八重道

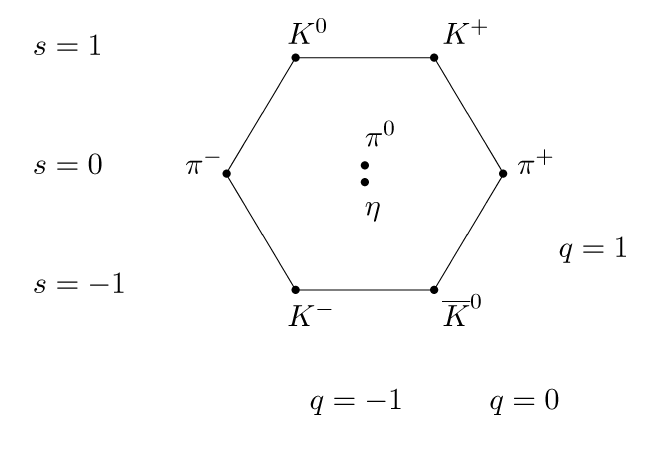
介子八元組。 同一横線上的粒子有相同的奇異數s，同一斜線上的粒子有相同的電荷 q。

八重道（The Eightfold Way），或译八重法、八正道，是李群 sl3C （或 SU(3)）的伴隨作用於粒子物理學的名稱，因為其維數是8。這個名稱是由物理學家默里·蓋爾曼命名，暗喻佛教的八正道。
粒子物理學使用八重道來表達夸克的味的對稱性。